# 1877 год в литературе

## Книги
- «Бесстыдник» — рассказ Николая Лескова.
- «Наброски углём» — произведение Генрика Сенкевича.
- «Новь» — роман Ивана Тургенева.
- «Ночлег Франсуа Вийона» — рассказ Роберта Льюиса Стивенсона.
- «Последняя жертва» — пьеса Александра Островского.
- «Современная идиллия» — роман Михаила Салтыкова-Щедрина.
- «Сон» — рассказ Ивана Тургенева.
- «Сон смешного человека» — рассказ Фёдора Достоевского.
- «Гектор Сервадак» — роман Жюля Верна.
- «Четыре дня» — рассказ Всеволода Гаршина.
- «Чёрная Индия» — роман Жюля Верна.

## Родились
- 22 января — Болеслав Лесьмян, польский поэт (умер в 1937).
- 17 марта — Патрисио Мариано, филиппинский драматург, прозаик, поэт (умер в 1935).
- 26 мая — Жан Шлюмберже, французский писатель, поэт и журналист (умер в 1968).
- 9 июня — Рудольф Борхардт, немецкий писатель, эссеист, поэт-лирик, переводчик (умер в 1945).
- 2 июля — Герман Гессе, немецкий писатель (умер в 1962).
- 6 июля — Влодзимеж Пежиньский, польский писатель, драматург, поэт-модернист (умер в 1930).
- 9 октября –  Гопабандху Дас, индийский поэт, журналист, эссеист  (умер в 1928).
- Адольф Бельяр, французский поэт (умер в 1947).

## Умерли
- 16 января — Александр Иванович Левитов, русский писатель (родился в 1835).
- 3 июня — Элизабет Эллет, американская писательница и поэтесса (родилась в 1818).
- 12 июня — Николай Платонович Огарёв, поэт, публицист, русский революционер (родился в 1813).
- 12 июля — Оттилия Вильдермут, немецкая детская писательница (родилась в 1817).
- 21 октября — Пётр Никитич Горский, русский поэт и автор физиологических очерков (родился в 1826).
- 17 декабря — Люсьен Леопольд Жотран, бельгийский публицист, журналист (родился в 1804).
- 27 декабря — Николай Алексеевич Некрасов, русский поэт, писатель и публицист (родился в 1821)